# Это случается только с другими
«Это случается только с другими» (фр. Ça n’arrive qu’aux autres) — кинофильм.

## Сюжет
У Марчелло (Марчелло Мастроянни) и Катрин (Катрин Денёв) счастливая семья, есть прекрасная маленькая дочка. Но всё меняется для главных героев, когда в возрасте девяти месяцев дочка умирает. Жизнь для них теряет смысл…

## В ролях
- Катрин Денёв — Катрин
- Марчелло Мастроянни — Марчелло
- Мари Трентиньян
- Шарль Жерар
- Серж Маркан
- Даниэль Лебрун
- Катрин Аллегре

## Съёмочная группа
- Режиссёр: Надин Трентиньян
- Сценарист: Надин Трентиньян
- Продюсер: Клод Пиното
- Композитор: Мишель Польнарефф
- Оператор: Вильям Любчанский